# Municipio de Pleasant (condado de Grant)
El municipio de Pleasant (en inglés: Pleasant Township) es un municipio ubicado en el condado de Grant en el estado estadounidense de Indiana. En el año 2010 tenía una población de 6797 habitantes y una densidad poblacional de 74,74 personas por km².

## Geografía
El municipio de Pleasant se encuentra ubicado en las coordenadas 40°36′28″N 85°43′48″O / 40.60778, -85.73000. Según la Oficina del Censo de los Estados Unidos, el municipio tiene una superficie total de 90.95 km², de la cual 90,22 km² corresponden a tierra firme y (0,8 %) 0,73 km² es agua.

## Demografía
Según el censo de 2010, había 6797 personas residiendo en el municipio de Pleasant. La densidad de población era de 74,74 hab./km². De los 6797 habitantes, el municipio de Pleasant estaba compuesto por el 90,79 % blancos, el 4,18 % eran afroamericanos, el 0,21 % eran amerindios, el 1,74 % eran asiáticos, el 0,77 % eran de otras razas y el 2,32 % eran de una mezcla de razas. Del total de la población el 3,07 % eran hispanos o latinos de cualquier raza.